# Syntetaza karbamoilofosforanowa II
Syntetaza karbamoilofosforanowa II – cytoplazmatyczny enzym zapoczątkowujący szlak syntezy nukleotydów pirymidynowych.
Łączy dwutlenek węgla, atom azotu pochodzący z glutaminy i grupę fosforanową, której donorem jest ATP. W rezultacie powstaje karbamoilofosforan zwany także fosforanem karbamoilu (CAP). Związek ten reaguje dalej z asparaginianem, by po 5 reakcjach zostać przekształcony w UMP.
Enzym hamują UTP i nukleotydy purynowe. Główny aktywator zaś to PRPP (5-fosforybozylo-1-pirofosforan).
Cząsteczka wykazująca aktywność syntetazy karbamoilofosforanowej II ma także aktywności karbamoilotransferazy asparaginianowej i dihydroorotazy – jest to jedno wielofunkcyjne białko.